# Дубове (Вілейський район)
Дубове (біл. вёска Дубовае) — село в складі Вілейського району Мінської області, Білорусь. Село підпорядковане Хотеньчицькій сільській раді, розташоване в північній частині області.

## Історія
У 1921–1945 роках село знаходилось у Польщі, у Вільнюській губернії, Вілейського повіту, гміні Хотеньчиці.

## Населення
- 1866 рік - 101 люди, 6 будинки
- 1921 рік - 70 люди, 14 будинки[1].
- 1931 рік - 73 люди, 15 будинки[2].